# Chagüitillo
Chagüitillo, med  2 349 invånare (2005), är en ort i kommunen Sébaco i departementet Matagalpa, Nicaragua. Den ligger i Sébacodalen i den centrala delen av landet. Chagüitillo har ett arkeologiskt museum med många föremål från den prekolombianska tiden, som exempelvis vaser, kannor, urnor och slipstenar. I Chagüitillo finns det också ett antal hällristningar.